# Domotica

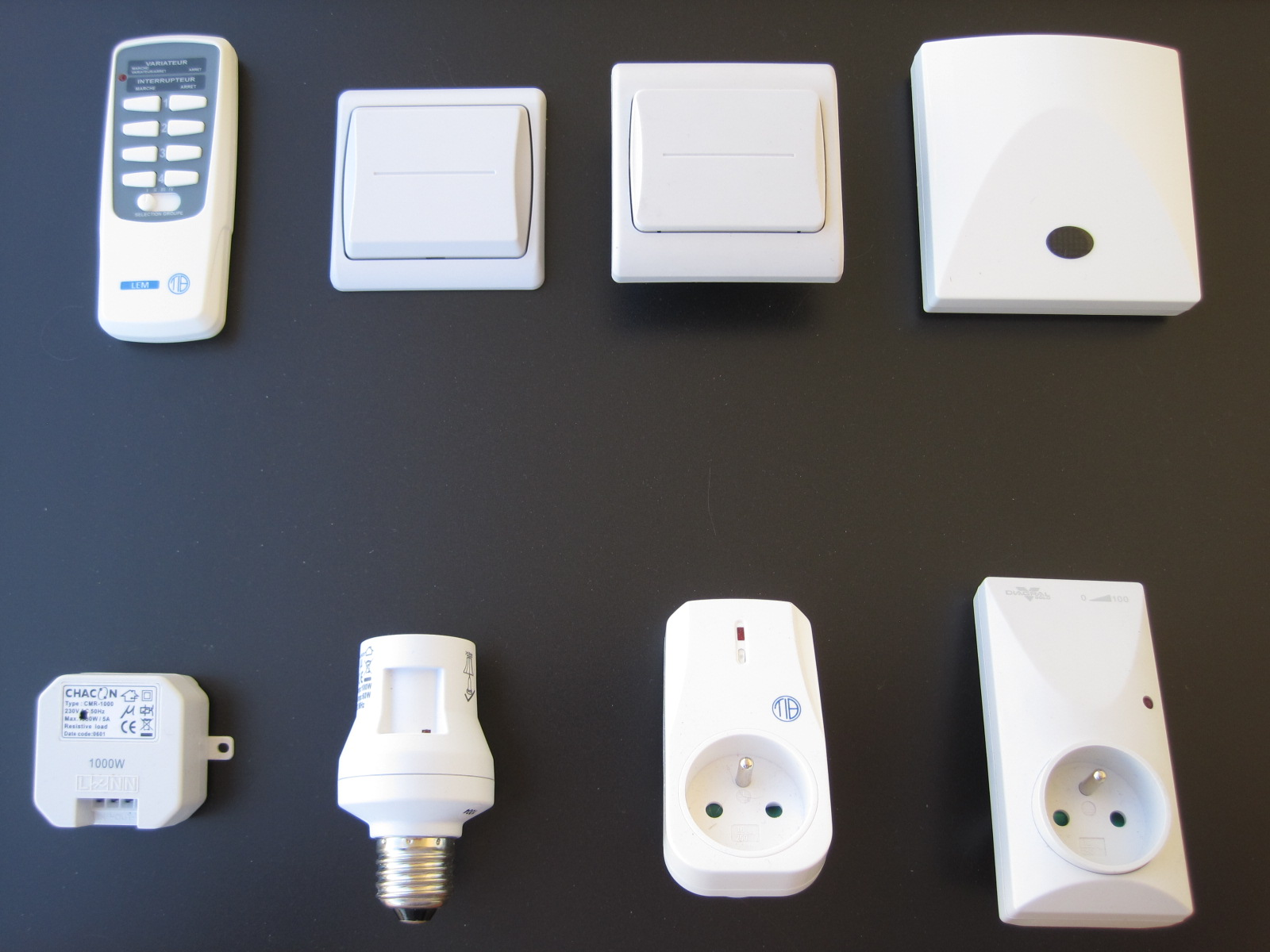
Esempi di dispositivi utilizzati nell'ambito della domotica

La domotica, dall'unione del termine domus, che in latino significa "casa", e del suffisso greco ticos, che indica le discipline di applicazione, è la scienza interdisciplinare che si occupa dello studio delle tecnologie adatte a migliorare la qualità della vita nella casa e più in generale negli ambienti antropizzati. Questa area fortemente interdisciplinare richiede l'apporto di molte tecnologie e professionalità, tra le quali ingegneria edile, architettura, ingegneria energetica, ingegneria gestionale, automazione, elettrotecnica, elettronica, telecomunicazioni, informatica e design.

## Descrizione
La domotica è nata nel corso della terza rivoluzione industriale allo scopo di studiare, trovare strumenti e strategie per:
- migliorare la qualità della vita;
- aumentare la sicurezza[3];
- semplificare la progettazione, l'installazione, la manutenzione e l'utilizzo della tecnologia;
- ridurre i costi di gestione;
- convertire i vecchi ambienti e i vecchi impianti.

La domotica svolge un ruolo importantissimo nel rendere intelligenti apparecchiature, impianti e sistemi. Ad esempio un impianto elettrico intelligente può autoregolare l'accensione degli elettrodomestici per non superare la soglia che farebbe scattare il contatore. Con "casa intelligente" si indica un ambiente  - opportunamente progettato e tecnologicamente attrezzato - il quale mette a disposizione dell'utente impianti che vanno oltre il "tradizionale", dove apparecchiature e sistemi sono in grado di svolgere funzioni parzialmente autonome (secondo reazioni a parametri ambientali di natura fissa e prestabilita) o programmate dall'utente o, recentemente, completamente autonome (secondo reazioni a parametri ambientali dirette da programmi dinamici che cioè si creano o si migliorano in autoapprendimento).
Ad un livello superiore si parla di building automation o "automazione degli edifici". L'edificio intelligente, con il supporto delle nuove tecnologie, permette la gestione coordinata, integrata e computerizzata degli impianti tecnologici (climatizzazione, distribuzione acqua, gas ed energia, impianti di sicurezza), delle reti informatiche e delle reti di comunicazione, allo scopo di migliorare la flessibilità di gestione, il comfort, la sicurezza e per migliorare la qualità dell'abitare e del lavorare all'interno degli edifici. È bene notare che la domotica non sempre consente di ottenere risparmi energetici in abitazioni private, anzi il consumo stesso del sistema domotico potrebbe aumentare il fabbisogno energetico dell'abitazione. Grazie alla domotica, potranno essere adoperati impianti di questo genere in altri contesti, quali: ospedali, case per persone disabili, oppure nelle aziende per gestire l'illuminazione notturna, supervisionare un impianto fotovoltaico, ecc…

## La casa intelligente
La casa intelligente (o domotica personale) può essere controllata dall'utilizzatore tramite opportune interfacce utente (come pulsanti, telecomandi, touch screen, tastiere, riconoscimento vocale), che realizzano il contatto (invio di comandi e ricezione informazioni) con il sistema intelligente di controllo, basato su un'unità computerizzata centrale oppure su un sistema a intelligenza distribuita. I diversi componenti del sistema sono connessi tra di loro e con il sistema di controllo tramite vari tipi di interconnessione (ad esempio rete locale, onde convogliate, onde radio, bus dedicato, ecc.). È stato sviluppato il protocollo KNX per l'interconnessione dei diversi componenti in un ambiente.
Il sistema di controllo centralizzato, oppure l'insieme delle periferiche in un sistema ad intelligenza distribuita, provvede a svolgere i comandi impartiti dall'utente (ad esempio accensione luce cucina oppure apertura tapparella sala), a monitorare continuamente i parametri ambientali (come allagamento oppure presenza di gas), a gestire in maniera autonoma alcune regolazioni (ad esempio temperatura) e a generare eventuali segnalazioni all'utente o ai servizi di teleassistenza. I sistemi di automazione sono di solito predisposti affinché ogniqualvolta venga azionato un comando, all'utente ne giunga comunicazione attraverso un segnale visivo di avviso/conferma dell'operazione effettuata (ad esempio LED colorati negli interruttori, cambiamenti nella grafica del touch screen) oppure, nei casi di sistemi per disabili, con altri tipi di segnalazione (ad esempio sonora).
Un sistema domotico si completa, di solito, attraverso uno o più sistemi di comunicazione con il mondo esterno (ad esempio messaggi telefonici preregistrati, SMS, generazione automatica di pagine web o e-mail) per permetterne il controllo e la visualizzazione dello stato anche da remoto. Sistemi comunicativi di questo tipo, chiamati gateway o residential gateway svolgono la funzione di avanzati router, permettono la connessione di tutta la rete domestica al mondo esterno, e quindi alle reti di pubblico dominio. Esempio di funzioni di un impianto di illuminazione intelligente: accensioni multiple anche automatiche di luci in base all'instaurarsi di condizioni specifiche scenari (es. ci sono ospiti, diamo un party, mi vedo un DVD); autoaccensione secondo schemi copiati dalla realtà delle luci dopo il riconoscimento automatico di una prolungata assenza; centralizzazione dello spegnimento o autospegnimento delle luci quando viene riconosciuta l'assenza di utenti; gestione completamente autonoma e automatica dell'illuminazione.
La programmazione dei nuovi gateway consente inoltre la creazione di Virtual Room, che uniscono le funzioni di più dispositivi in un dispositivo unico anche se non appartenenti allo stesso gruppo. Quest’innovativa programmazione ha conferito l’accezione “comportamentale” alla classica domotica contribuendo alla nascita della categoria Switch-Home, dall’unione del termine switch, inteso come cambiamento/passaggio, e del termine home, casa.

### Esempi
Esempio di funzioni di un impianto elettrico intelligente:
- Coordinamento automatico del funzionamento degli elettrodomestici;
- Riduzione dei campi magnetici nelle stanze in cui sono presenti utenti
- Isolamento e protezione automatica in caso di temporale
- Disalimentazione completa isole tecniche (esempio gruppo televisore, decoder, videoregistratore ecc.) a comando o in automatico di notte o quando non c'è nessuno in casa.

Esempio di funzioni di un impianto di climatizzazione intelligente
- funzionamento automatico in base al riconoscimento della presenza di persone;
- adeguamento del funzionamento in base al tasso di umidità;
- spegnimento automatico del calorifero sotto una finestra aperta;
- autoprogrammazione della pre-climatizzazione (es. preriscaldamento in inverno) in base al riconoscimento degli "usi e costumi" degli utenti.

Esempio di funzioni di un impianto di sicurezza intelligente:
- Rilevamento di eventi come fughe di gas, allagamenti e incendi;
- Connessione a distanza con servizi di assistenza (soccorso medico e vigilanza);
- Monitoraggio a distanza degli ambienti con telecamere
- Interazione TV, telefono, videocitofono e impianto telecamere.

Esempio di funzioni di un impianto di automazione domestica intelligente:
- Chiusura o apertura in autonomia delle tende esterne (c'è il sole si aprono, c'è vento si chiudono);
- Chiusura o apertura in autonomia degli oscuranti (tapparelle, persiane, ecc.) e coordinamento con l'automazione per la ventilazione in base a parametri di aero-illuminazione dettati dalla legge e coordinamento con gli scenari di illuminazione (aziono il videoproiettore, l'automazione oscura la stanza, l'impianto di illuminazione accende le luci soffuse);
- Attivazione o disattivazione automatica del sistema di allarme in base a particolari condizioni (ad esempio "quando tramonta il sole", "quando arrivano i collaboratori domestici".

## Caratteristiche della domotica
Le soluzioni tecnologiche che possono essere adottate per la realizzazione di un sistema domotico sono caratterizzate da peculiarità d'uso proprie degli oggetti casalinghi:
- Semplicità: il sistema domotico è diretto ad un pubblico vasto e non professionale, per questo deve essere semplice da usare secondo modalità naturali, univoche e universalmente riconosciute attraverso un'interfaccia user friendly, deve inoltre essere sicuro e non deve presentare pericoli per chi non ne conosce o comprende le potenzialità.
- Continuità di funzionamento: il sistema deve essere costruito pensando al fatto che dovrà offrire un servizio continuativo e per questo praticamente immune da guasti o semplice da riparare anche per personale non esperto o, nel caso, necessitare di tempi brevi per la rimessa in funzione.
- Affidabilità: il sistema funziona sempre, senza richiedere particolari attenzioni; anche in caso di guasti esso deve essere in grado di fornire il servizio per il quale è stato progettato o uno simile in caso di funzionamento ridotto, deve essere inoltre in grado di segnalarne il mancato funzionamento e di generare un report delle eventuali anomalie.
- Basso costo: affinché un sistema domotico sia alla portata di tutti deve avere un costo contenuto, inteso come economicità delle periferiche (sensori, attuatori, ecc.) e della rete di interconnessione tra i diversi moduli funzionali.

Le tecnologie per la domotica permettono inoltre di ottenere alcuni vantaggi quali ad esempio:
- Risparmio energetico: un sistema completamente automatizzato dovrà evitare i costi generati da sprechi energetici dovuti a dimenticanze o ad altre situazioni.
- Automatizzazione di azioni quotidiane: un sistema di domotica deve semplificare alcune azioni quotidiane, soprattutto quelle ripetitive, non deve in alcun modo complicarle.

Tutte queste caratteristiche, se non sviluppate singolarmente ma nel loro insieme, portano alla creazione di un sistema domotico integrato che può semplificare la vita all'interno delle abitazioni. La casa diventa intelligente non perché vi sono installati sistemi intelligenti, ma perché il sistema intelligente di cui è dotata è capace di controllare e gestire in modo facile il funzionamento degli impianti presenti. Attualmente le apparecchiature tecnologiche sono poco integrate tra loro e il controllo è ancora ampiamente manuale, nella casa domotica gli apparati sono comandati da un unico sistema automatizzato che ne realizza un controllo intelligente.
Per quanto riguarda il sistema di automazione, fondamentalmente ne esistono di due tipi, uno basato su un'unità di elaborazione centrale che permette di gestire tutte le attuazioni a partire dai risultati di rilevazione e uno a struttura distribuita dove le interazioni avvengono localmente in maniera distribuita ed eventualmente comunicate ad un'unità centrale per un controllo di coerenza generale, in genere sistemi di questo tipo sono più affidabili dei primi. L'interfaccia utente (interfaccia uomo-macchina) deve, in base a tutte le precedenti considerazioni, essere consistente (non deve creare conflitti fra i comandi), essere di facile impiego (si pensi ai bambini o agli anziani) ed essere gradevole (la difficoltà di interazione con il sistema non deve essere una barriera al suo utilizzo).

## Aree di automazione
Lo scopo ultimo di un sistema della domotica è il controllo totale di tutti i servizi e la possibilità di realizzare nuove operazioni complesse, possibili solo nel caso in cui diversi sistemi semplici siano connessi e controllati in modo intelligente. Le aree di automazione possibili in una casa sono:
- Gestione dell'ambiente (microclima e requisiti energetici)
- Gestione degli apparecchi
- Comunicazione e informazione
- Sicurezza

Ogni area è, a sua volta, suddivisa in sottoaree specifiche del settore.
- Gestione dell'ambiente:
  - climatizzazione (regolazione della temperatura, della velocità e dell'umidità dell'aria);
  - riscaldamento dell'acqua sanitaria;
  - illuminazione, illuminazione d'emergenza e alimentazione d'emergenza;
  - distribuzione dell'energia elettrica e gestione dei carichi;
  - irrigazione del giardino;
  - gestione della piscina;
  - azionamento di sistemi d'apertura e d'ingresso;
  - gestione di scenari preprogrammati.

Il controllo dell'ambiente viene automatizzato grazie alla presenza di un sistema di sensori e attuatori, questo permette la termoregolazione dei singoli locali abitativi in funzione dei cambiamenti ambientali con in più una costante verifica dei consumi energetici; la gestione di tempi e livelli di temperatura è orientata verso il comfort desiderato rapportato al massimo risparmio energetico. Gli stessi standard di qualità e risparmio si applicano al sistema di generazione dell'acqua calda per uso sanitario, sia esso uno scaldabagno, una caldaia o dei pannelli solari.
Il sistema deve sovrintendere al funzionamento dei carichi più pesanti (forno, scaldabagno, lavatrice, ecc.) gestendone il distacco controllato per evitare sovraccarichi di corrente e conseguenti inutili black out dovuti allo sgancio dell'interruttore limitatore posto sulla linea di fornitura dell'energia elettrica. Gestisce inoltre l'alimentazione d'emergenza tramite gruppi di continuità (UPS) per quelle apparecchiature che non devono spegnersi in caso di mancanza di energia elettrica; lo stesso sistema controlla infine che le lampade di emergenza entrino in funzione regolarmente.
L'impianto di irrigazione, se si ha un giardino o un terrazzo, permette di programmare i tempi e gli orari di funzionamento, tenendo in considerazione i fattori meteorologici.
Se l'abitazione ha una piscina l'impianto domotico permette di automatizzarne le funzioni in base alle abitudini o ai desideri degli utenti (es. temperatura dell'acqua, apertura eventuale copertura, ecc.).

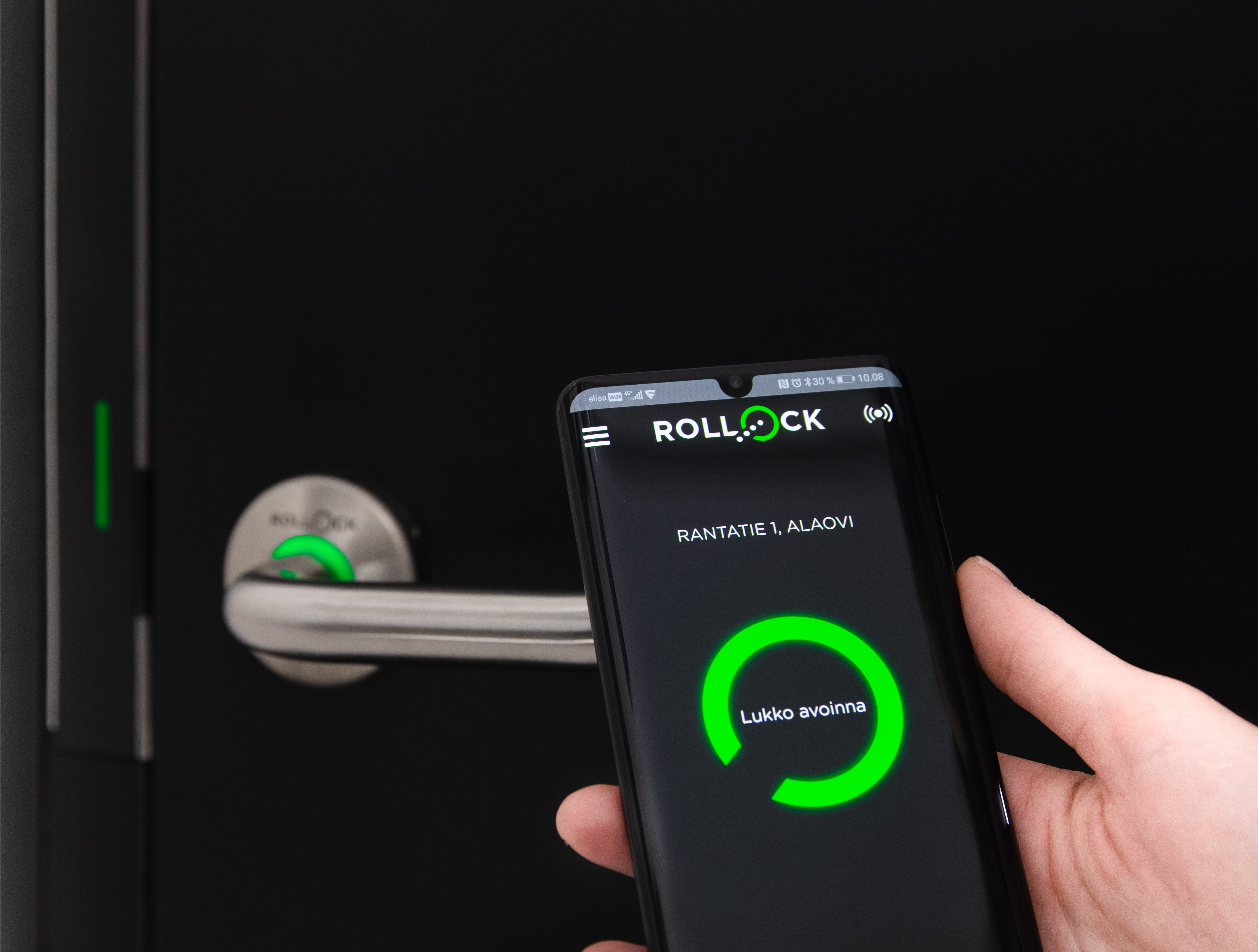
Apertura di una porta automatica attraverso l'utilizzo di uno smartphone.

Nel campo dell'illuminazione, l'esigenza più sentita è quella della qualità dell'illuminazione stessa; il punto chiave è costituito da quello che una volta era il semplice interruttore manuale che viene rimpiazzato dall'interruttore elettronico che assume il ruolo di sensore o di attuatore locale multifunzione. Sempre in questo sottoinsieme di gestione ambientale rientrano i controlli di apertura o chiusura tapparelle o tende e quelli di eventuali porte automatiche. Vi è infine la possibilità di creare scenari personalizzati a seconda delle diverse esigenze e di poter quindi attivare una sequenza preordinata di operazioni semplicemente scegliendo di attivarla attraverso un singolo comando.
- Gestione degli apparecchi domestici:
  - lavatrice e asciugatrice
  - lavastoviglie
  - frigoriferi e congelatori
  - cucine e forni
  - apparecchi idrosanitari, sauna, idromassaggio

Il settore dei cosiddetti elettrodomestici “bianchi” è quello in maggior evoluzione, grazie alla massiccia introduzione di componenti elettronici che ne consentono il miglioramento delle prestazioni, delle funzionalità, dell'affidabilità e che rendono possibile la telegestione e la telediagnostica manutentiva per ogni singolo apparecchio.
- Comunicazione e informazione:
  - telefono analogico o VOIP
  - segreteria telefonica
  - citofono o videocitofono
  - fax
  - comunicazioni interne (telefoniche o citofoniche)
  - accesso Internet a banda larga (DSL, fibra ottica, ecc.)
  - trasmissione dati per controllo remoto, anche via SMS
  - informazioni e svago con sistemi audio-video (televisori, radio, lettore DVD, lettore CD, lettore MP3, ricevitore satellitare, tv a pagamento, ecc.)

In un sistema domotico integrato rientra poi la gestione delle comunicazioni entranti e uscenti dalla casa. Le chiamate telefoniche o citofoniche, interne o esterne, sono automaticamente, e non indistintamente, indirizzate ai giusti apparecchi. Un gateway fornisce una connessione permanente e a banda larga per permettere l'accesso ad Internet alle apparecchiature domotiche o ai computer dell'abitazione, per la trasmissione di dati e per il controllo remoto. Un sistema di gestione delle sorgenti audio-video permette la loro diffusione nei vari ambienti dell'abitazione in base alle richieste dell'utente.
- Sicurezza:
  - gestione accessi
  - protezione antifurto, antintrusione, antirapina, perimetrale
  - protezione antincendio, antiallagamento, da fumo o fughe di gas
  - videocontrollo ambientale locale e a distanza
  - telesoccorso e teleassistenza di persone sole, anziane, disabili o ammalate

In quest'ultima categoria rientrano funzioni particolarmente richieste dall'utenza. La sicurezza si compone di security, ovvero sicurezza contro intrusioni non autorizzate o rapine, e di safety, ovvero sicurezza globale della casa contro fughe di gas, incendi, allagamenti o altri eventi dannosi. In caso di allarme, il sistema domotico, oltre ad intervenire con opportune azioni locali di segnalazione ed intervento, tramite collegamento con apparecchi trasmissivi (linea telefonica, cellulare GSM, ponte radio, Internet) provvede a segnalare a distanza l'accaduto e a richiedere l'eventuale intervento dei vigili del fuoco, della polizia, ecc.
Se presenti delle telecamere a circuito chiuso o videocitofoni sarà possibile visualizzare su appositi monitor o sui normali televisori le immagini riprese in diversi punti dell'abitazione e del giardino, o ricevere la chiamata del videocitofono in remoto sul proprio cellulare se si è fuori casa. Le riprese video saranno visibili da remoto via Internet alle persone autorizzate, oppure, in caso di allarme, saranno inviate, in automatico, come immagini a indirizzi e-mail o, come MMS, a numeri di cellulare prestabiliti.

## Building automation o automazione degli edifici
A differenza della domotica (home automation), settore in fase di piena espansione, la building automation è già consolidata da diversi anni, anche per questo è opinione diffusa che prodotti di questo settore, adattati su scala ridotta, possano essere applicati nella domotica. L'automazione degli edifici è giustamente considerata di livello superiore rispetto alla domotica, per questo la prima può essere vista come la centralizzazione delle centralizzazioni della seconda, ma sotto altri punti di vista questi due settori possono anche essere considerati in contrapposizione.
Il punto di forza della building automation, risiede nel fatto che in un edificio è necessario fornire tutta una serie di servizi (per esempio distribuzione acqua, gas, energia elettrica, segnale televisivo/satellitare, riscaldamento, ecc.) agli ambienti contenuti (per esempio appartamenti o uffici) e così questi impianti beneficiano - dal punto di vista del costo - del fatto di essere comunitari, cioè il costo ripartito su ogni utente è irrisorio se comparato al beneficio. Per questo recentemente sono stati introdotti nei servizi offerti in comunione anche la refrigerazione (condizionamento), il condizionamento dell'acqua potabile, l'antintrusione, la videosorveglianza, la connessione internet ecc.
Al livello inferiore - la domotica - deve ri-distribuire i servizi distribuiti dal condominio nonché eventuali sotto servizi alle varie stanze dell'appartamento. Recentissimamente in questo settore è stata introdotta la cogenerazione e la trigenerazione, sistemi favoriti da incentivi statali e da recenti leggi che permettono la generazione autonoma di energia elettrica.

## Esempi di nuove funzioni derivate dalla interconnessione degli impianti
Funzione 1: Sistema di ventilazione con scambiatore di calore gestisce il volume di flusso grazie al monitoraggio della qualità dell'aria
Funzione 2: Pompa di calore considera le previsioni del tempo per ottimizzare l'efficienza energetica.
Funzione 3: Pompa di calore considera le tariffe orarie energetiche per ottimizzare i costi.
Funzione 4: Le tapparelle si aprono e chiudono ad orari diversi per massimizzare l'illuminazione e minimizzare il riscaldamento solare durante l'estate.
Le quattro funzioni sono facilmente implementabili con il software opensource FHEM, un server 24/7 e adeguati sensori/attuatori. Parte del sistema può essere centralizzato, parte decentralizzato, grazie al supporto di protocolli cablati (1wire, knx, ethernet...) e radio (enocean, zwave, HomeMatic...).

## Dilemma sistema centralizzato o distribuito

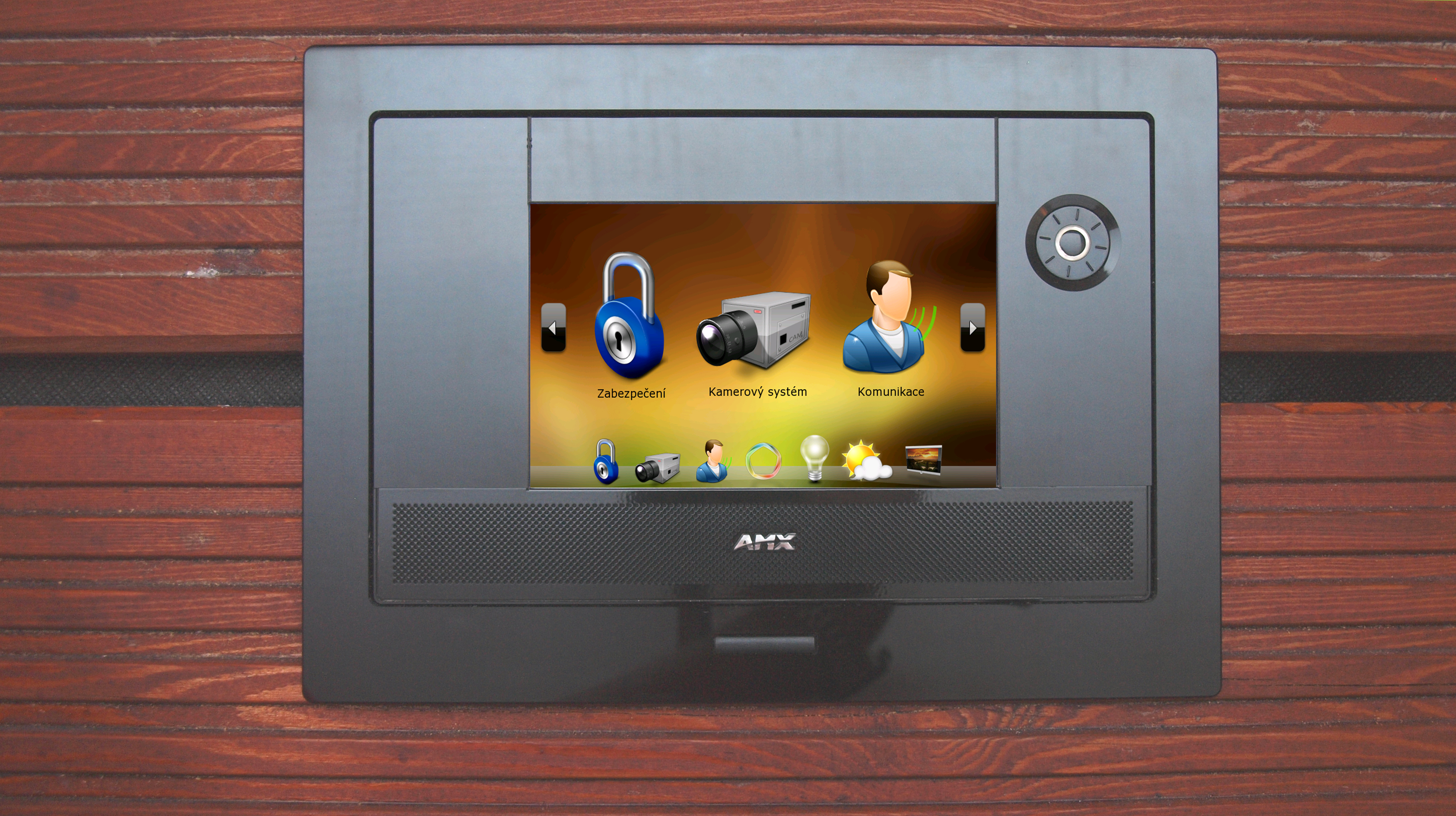
Esempio di pannello di controllo di un sistema centralizzato

Nella seconda fase dello sviluppo della domotica, quello in cui sono nati componenti specifici domotici, è nato anche il "primo dilemma della domotica": è meglio un insieme di piccole apparecchiature intelligenti interconnesse e distribuite nell'ambiente o un'unica centralina a cui fanno capo tutte le applicazioni? Oggi si è affacciata anche una terza via, quella del sistema misto, che vede gli ingressi (mezzi di ricezione, ad es. degli interruttori della luce) decentralizzati e le uscite (mezzi di comando, ad es. delle lampadine) centralizzate all'interno del classico pannello degli interruttori generali.
Il vantaggio principale di una soluzione centralizzata è l'economia di costo che consente di ottenere. Un sistema centralizzato, infatti, costa meno perché comporta che l'elettronica di controllo sia presente in un solo componente centralizzato (centralina). Al contrario, un sistema decentralizzato implica che ogni singolo componente sia dotato di un sistema elettronico di controllo indipendente, cosa che contribuisce ad elevare il costo dell'intero impianto.
Per contro un impianto decentralizzato garantisce maggiore affidabilità, in quanto ogni dispositivo può lavorare indipendentemente dagli altri e ciò lo rende relativamente insensibile ad eventuali guasti riguardanti altre parti dell'impianto, nonché espandibilità e flessibilità, dato che eventuali nuovi componenti o funzioni possono sempre essere aggiunti senza il limite della capacità iniziale della centralina. Alcuni sistemi, come il MyHome della bTicino, nascono come sistemi ad intelligenza distribuita. Le funzioni evolute sono però affidate ad un server centrale. In questo modo il costo dei componenti può essere mantenuto relativamente basso. Tuttavia in impianti particolarmente complessi, dove le funzioni richieste sono svariate, il server centrale può diventare un nodo fondamentale di funzionamento del sistema. In questo caso un eventuale blocco del server si tramuta di fatto in un blocco dell'impianto. Il concetto di intelligenza distribuita deve poi essere verificato alla luce dell'effettivo funzionamento del protocollo di comunicazione dell'impianto. Per esempio il ModBus, funzionando con una logica client-server, pur dotato di componenti con una propria intelligenza, è di fatto un sistema centralizzato.
Va detto che anche nei sistemi ad intelligenza distribuita possono essere presenti componenti critici che possono comportare, in caso di guasto, a malfunzionamento di porzioni importanti del sistema o addirittura al blocco totale. L'esempio più classico è quello degli alimentatori adibiti all'alimentazione del bus di sistema e, conseguentemente, dei dispositivi ad esso collegati. A fine di valorizzare al massimo la potenziale affidabilità dei sistemi ad intelligenza distribuita è pertanto opportuno valutare attentamente la presenza di componenti critici ed, eventualmente, prevedere una adeguata ridondanza degli stessi. Alcuni sistemi di ultima generazione ma a basso costo prevedono un'intelligenza centralizzata, che snellisce le necessità di comunicazione, ma dà la possibilità di collegare tutti gli accessori e dispositivi anche con un cablaggio classico in maniera da garantire il funzionamento, o almeno parte di esso, anche in caso di fault del sistema od anche solo di mancanza di collegamento (bus o radio che sia). Attualmente la tendenza di mercato è quella di adottare sistemi ad intelligenza distribuita.

## Importanza della predisposizione
Per predisposizione degli impianti si intende la progettazione e realizzazione di cavedi, canalizzazioni, vani tecnici, scatole di derivazione e incassi finali - in pratica la struttura fisica di base del sistema. L'adeguatezza della predisposizione è un problema che coinvolge tutti gli impianti. L'importanza di una meticolosa pianificazione della predisposizione si chiarisce immediatamente pensando a cosa significa rimettere mano a locali abitati, va quindi vista più come un investimento che come un costo. Chi commissiona, chi realizza, chi finanzia la costruzione di una abitazione è bene si renda conto inoltre che le esigenze di chi vi abiterà si evolveranno inevitabilmente a pari passo e con la stessa velocità dell'evoluzione della tecnologia.
Progetti e predisposizioni che si basano sulle sole esigenze del presente risultano - secondo logica - incomprensibili e controproducenti per i seguenti e principali motivi:
- la progettazione completa - anche se per una parte si concretizza solo nella predisposizione - costa in termini economici una irrisoria percentuale in più, facilmente compensabile in termini di immagine (progetto più meticoloso e di qualità);
- la predisposizione completa costa in termini economici una piccola percentuale in più, facilmente compensabile dal proporzionato aumento di valore dell'immobile;
- le inevitabili integrazioni future - senza predisposizioni - avranno un costo invece molto significativo di progettazione e installazione - nonostante l'offerta wireless che costituisce una soluzione tecnica solo parziale e comunque a discapito di un costo ancora maggiore dei componenti ma soprattutto di manutenzione (controlli periodici e cambio batterie), inferiori prestazioni, inferiore sicurezza e maggiore sensibilità alle interferenze;
- le inevitabili integrazioni future - senza predisposizioni - potrebbero esporre il conduttore ad un notevole disagio come ad esempio quello che proviamo oggi nei confronti delle - anche se piccole - opere murarie per l'installazione di un impianto di climatizzazione in un sito non predisposto, grossi buchi nel muro ed enormi canaline risolvono alcuni problemi, ma rimane spesso insoluto quello dello scarico della condensa.

Fattore importante per la predisposizione adeguata al futuro sono le dimensioni, nonostante il futuro ci riservi il wireless, il bus, la miniaturizzazione, la pratica consiglia che è bene aumentare - rispetto alle esigenze di oggi - le dimensioni e il numero di tutte le componenti o almeno interconnettere ad anello le distribuzioni ed anche elementi che al momento non ci sembra di dover interconnettere ad esempio l'impianto di alimentazione con l'impianto di illuminazione (es l'incasso pulsanti di comando con l'incasso della presa sottostante). Inoltre potrebbe essere interessante pensare a incassi finali - in ogni stanza o almeno in quelle principali - ad altezza degli occhi (è sempre scomodo un display presente o futuro ad altezza cintura).

## Infrastruttura dati / BUS di campo
Nell'ambito di un sistema domotico a intelligenza distribuita, volge particolare importanza l'infrastruttura dati. Questa si occupa della trasmissione dei dati in modo da mettere in comunicazione i vari dispositivi; inoltre deve essere in grado di potersi evolvere nel tempo, presentando quindi delle notevoli proprietà dinamiche. Basti pensare al caso in cui un domani dovessimo estendere la nostra abitazione con dei nuovi ambienti e quindi si avrà la necessità di implementare in essi il controllo domotico.
La possibilità di effettuare dei cambiamenti alla struttura dati diventa quindi fondamentale per una buona evoluzione del sistema abitativo, lasciando sempre aperte le possibilità di espansioni future.
Il canale utilizzato per la comunicazione è basato sul BUS, costituito da un doppino telefonico e da un cavo in fibra ottica, oltre alla trasmissione dei dati il BUS, alimenta i moduli installati nell'impianto.
Questo sistema è il più utilizzato, ma esistono altri metodi per la connessione delle apparecchiature, come le infrastrutture dati a onde convogliate o a radiofrequenza.